# Tell Me How
«Tell Me How» es una canción de Buddy Holly y The Crickets, fue escrita por Holly, Alison el baterista del grupo y el productor Norman Petty.

## Grabación
"Tell Me How" fue grabada en el periodo de las sesiones en los estudios de grabación de Norman Petty, en Clovis, Nuevo México, entre febrero a julio de 1957, la canción fue grabada con Buddy Holly en guitarra eléctrica y voz, Joe Mauldin en el contrabajo, Niki Sullivan en guitarra rítmica, Vi Petty en piano y con Norman Petty a cargo de la producción de la canción. En ese periodo también se grabaron "Ready Teddy" y "Valley Of Tears".
Las voces de coro que se pueden escuchar durante la canción, fueron agregadas por Norman Petty, justo cuando The Crickets volvían de los conciertos del The Biggest Show Of Stars of 1957, Petty tomó las cintas de aquellas grabaciones en Clovis, y con el grupo The Picks, añadieron coros a la mayoría de las canciones de esas sesiones, una de esas canciones en las que se le agregaron coros es "Tell Me How".

## Publicaciones
La canción "Tell Me How" apareció como última canción del primer lado, del primer álbum de Buddy Holly junto a The Crickets The "Chirping" Crickets de 1957.
En 1958, "Tell Me How" fue publicada en sencillo por la discográfica Brunswick Records, pero como un lado B, de la canción "Maybe Baby" el sencillo fue catalogado con el número 55053. El sencillo llegó al puesto n.º 17 en Estados Unidos, pero en el Reino Unido fue mejor, llegó al cuarto puesto.